# 铭功路
铭功路是河南省郑州市一条南北走向的道路，北起大石桥，接南阳路，南至解放路，接福寿街，全长1175米。

## 历史
铭功路形成于第一次直奉战争后。1922年5月6日凌晨，河南督军赵倜与奉系联手，突袭郑州。冯玉祥得知后即调陕西军胡景翼师火速支援，并于6日下午抵郑督战。双方激战近3天，赵部被击败。战斗中，靳云鹗部有一团长彭象乾身先士卒，不幸中弹身亡。战后，靳云鹗驻军与郑县商会为感谢彭团长为保卫郑州安全而牺牲的精神，共同筹资于西陈庄东边（现人民公园西门园内）购地20余亩，于1925年10月10日，修建了为纪念直奉郑州之战殉难团长彭象乾及诸官兵的“铭功园”。之后为方便各界人士观瞻凭吊，修建了一条从市内通往“铭功园”的道路，命名为铭功路。
1938年，“铭功园”改叫“彭公祠”。抗日战争时期，汤恩伯驻军郑州时，曾将铭功路改叫汤公路，但没叫起来。文化大革命时，铭功路曾改名为胜利北路，1980年恢复原名。